# Bistum Jaén
Das Bistum Jaén (lat.: Dioecesis Giennensis) ist eine in Spanien gelegene römisch-katholische Diözese mit Sitz in Jaén.

## Geschichte
Das Bistum Jaén wurde im 7. Jahrhundert errichtet, doch wurde der Bischofssitz erst im Jahr 1249 von Baeza nach Jaén verlegt. Am 10. Dezember 1492 wurde das Bistum Jaén dem Erzbistum Granada als Suffraganbistum unterstellt.

## Weblinks

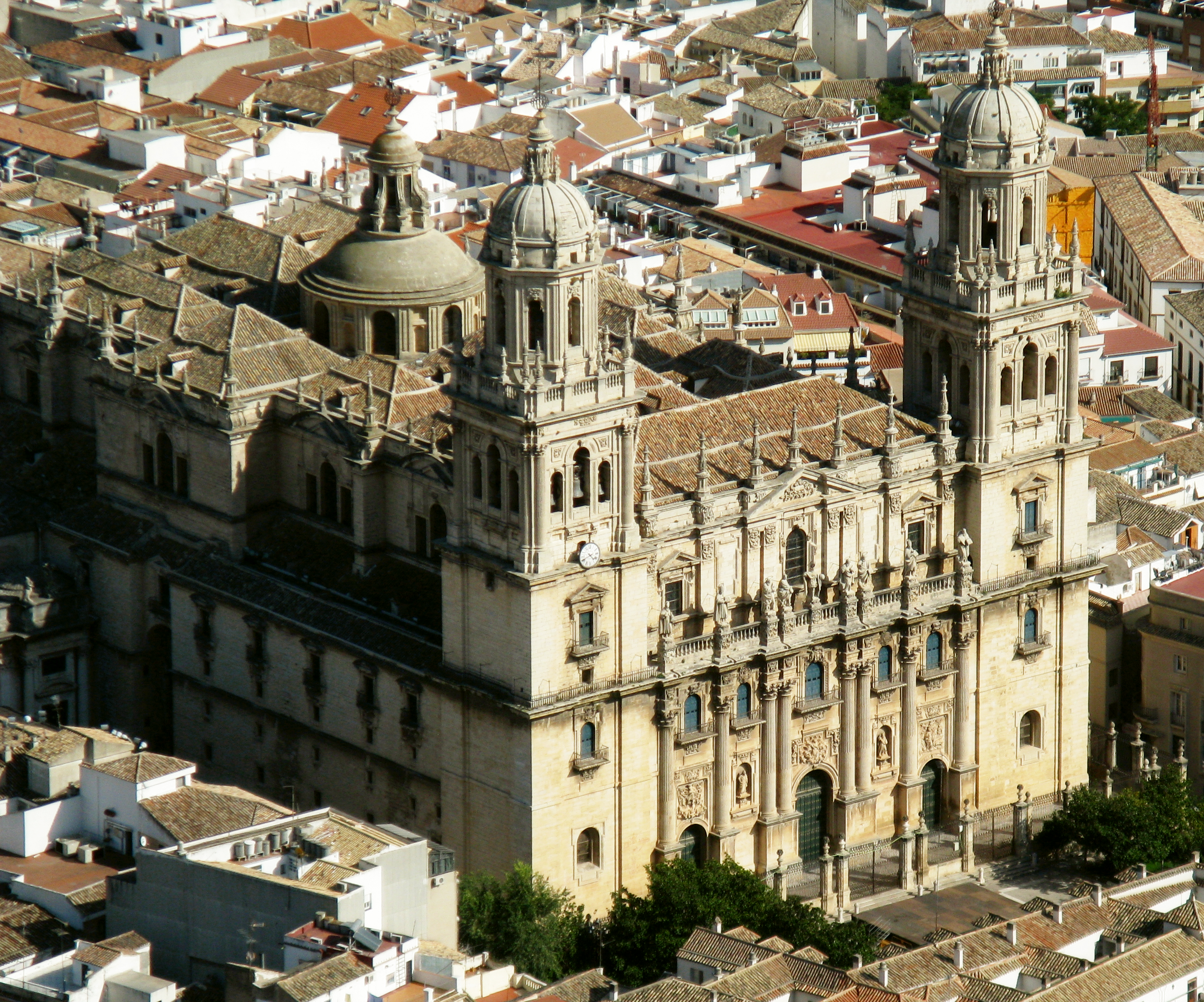
Kathedrale Asunción de María in Jaén